# Yates Center, Kansas
Yates Center là một thành phố thuộc quận Woodson, tiểu bang Kansas, Hoa Kỳ. Năm 2010, dân số của xã này là 1417 người.

## Dân số
Dân số các năm:
- Năm 2000: 1599 người
- Năm 2010: 1417 người